# Melvin Calvin
Melvin Calvin (8. dubna 1911 Saint Paul, USA – 8. ledna 1997) byl americký chemik. Stal se nositelem Nobelovy ceny. Byla mu udělena za výzkumy asimilace oxidu uhličitého v rostlinách.

## Život
M. Calvin se narodil v rodině rusko-židovských emigrantů, vystudoval Vysokou školu báňskou a technologickou v Michiganu, kde získal též doktorát. Pracoval na univerzitách v Manchesteru a na Kalifornské univerzitě v Berkeley. Od roku 1946 působil jako vedoucí biochemického oddělení Lawrencova ústavu.

## Výzkum
Přestože M. Calvin studoval řadu chemických problémů např. fotoelektrickou a fotochemickou reakcí porfinů a halogenů, největší proslulosti však dosáhl ve výzkumu fotosyntetické asimilace. Dnes je obecně známo, že fotosyntéza sestává ze dvou částí. První část je absorpce světelné energie v chloroplastech. Druhá část se dělí na tři stupně: fotosyntetická fosforylace, fotolytický rozklad vody a fixace oxidu uhličitého. Calvinovi se podařilo vysvětlit do této doby neobjasněný třetí stupeň, ve kterém se oxid uhličitý naváže na molekulu ribulózového difosfátu a vzniká kyselina 3-fosfoglycerová. Ta je redukována na 3-fosfoglycealdehyd, který se z části přemění dalšími reakcemi na cukry, škrob a bílkoviny, tj. stálé produkty fotosyntézy. Většina je však využita k obnovení ribulózového difosfátu, na který se opět naváže oxid uhličitý. Calvin objevil mechanismus asimilace oxidu uhličitého, dále že při tomto procesu vzniká deset meziproduktů a reakci katalyzuje jedenáct různých enzymů. Nobelova cena za objasnění fotosyntézy byla tak udělena již po třetí. Jako prvnímu se ji povedlo získat R. M. Willstätterovi za výzkumy barviva chlorofylu a druhý byl H. E. Fischer za určení jeho struktury.